# Exarrhenodes flavosticticus
Exarrhenodes flavosticticus is een keversoort uit de familie boktorren (Cerambycidae). De wetenschappelijke naam van de soort is voor het eerst geldig gepubliceerd in 1938 door Breuning.